# میتلپولنیتس
میتلپولنیتس (به آلمانی: Mittelpöllnitz) یک شهر در آلمان است که در زاله-ارلا واقع شده‌است. میتلپولنیتس ۳۲۶ نفر جمعیت دارد.